# Айдзубанге
Айдзубанге (яп. 会津坂下町 Айдзубангэ-мати) — посёлок в Японии, находящийся в уезде Каванума префектуры Фукусима. Площадь посёлка составляет 91,65 км², население — 16 473 человека (1 августа 2014), плотность населения — 179,74 чел./км².

## Географическое положение
Посёлок расположен на острове Хонсю в префектуре Фукусима региона Тохоку. С ним граничат города Айдзувакамацу, Китаката, посёлки Янайдзу, Нисиайдзу, Айдзумисато и село Югава.

## Население
Население посёлка составляет 16 473 человека (1 августа 2014), а плотность — 179,74 чел./км². Изменение численности населения с 1980 по 2005 годы:
| 1980 | 20 504 чел. |  |
| 1985 | 20 431 чел. |  |
| 1990 | 20 332 чел. |  |
| 1995 | 20 083 чел. |  |
| 2000 | 19 426 чел. |  |
| 2005 | 18 274 чел. |  |

## Символика
Деревом посёлка считается сакура, цветком — хризантема, птицей — Cettia diphone.